# جلوسا
جلوسا (بالإنجليزية: Glosa)‏ هي لغة مساعدة دولية مبنية على أساس Interglossa (مسودة سابقة للغة المساعدة نشرت في عام 1943). تم نشر أول قاموس Glosa عام 1978. اسم اللغة يأتي من الجذر اليوناني Glosa الذي يعني اللسان أو اللغة.
Glosa هي لغة منعزلة، مما يعني أن الكلمات لا يتغير شكلها أبدًا، كما أن تهجئة Glosa منتظمة وصوتية تمامًا. باعتبارها لغة معزولة، لا توجد تصريفات، بحيث تظل الكلمات دائمًا في شكل قاموسها، بغض النظر عن وظيفتها في الجملة. وبالتالي، فإن الوظائف النحوية، عندما لا تكون واضحة من السياق، يتم الاستيلاء عليها من خلال عدد صغير من الكلمات المشغلة وباستخدام ترتيب الكلمات (بناء الجملة). كونها لغة لاحقة، تستمد Glosa معظم مفرداتها من الجذور اليونانية واللاتينية، والتي يعتبرها المؤلفون دولية بمعنى ما من خلال استخدامها في العلوم.

## تاريخ
يعتمد Glosa على مسودة اللغة المساعدة Interglossa التي ابتكرها العالم لانسلوت هوغبن في الساعات الفارغة لمراقبة الحرائق في أبردين خلال الحرب العالمية الثانية. تم نشر Interglossa في عام 1943 كمسودة لملحق.
عثر رون كلارك على كتيب Interglossa: مسودة مساعد حوالي عام 1960. ثم التقى بالبروفيسور هوغبن بهدف تطوير اللغة. لقد عملوا على تحسينه، من أجل جعله أكثر قابلية للاستخدام في جميع أشكال الاتصال الممكنة. انضمت ويندي أشبي إلى المشروع في عام 1972. وعندما توفي هوغبن في عام 1975، كانت معظم التغييرات قد تمت مناقشتها بالفعل. اتفق هوغبن وكلارك على أن اللغة يجب أن تحتوي على تهجئة صوتية (أي: كل حرف يمثل صوتًا واحدًا). ويعني هذا المبدأ أن الحروف اليونانية CH وTH وPH يجب أن تُكتب الآن K وT وF.
1. 1 2 3 4  مذكور في: The Cambridge Encyclopedia of Language. الصفحة: 353. الناشر: مطبعة جامعة كامبريدج. تاريخ النشر: 1987. المُؤَلِّف: ديفيد كريستال.